# Berezivka, Bobrîneț
Berezivka (în ucraineană Березівка) este un sat în comuna Kostomarivka din raionul Bobrîneț, regiunea Kirovohrad, Ucraina.

## Demografie
Componența lingvistică a localității Berezivka
     Ucraineană (90%)
     Română (10%)
Conform recensământului din 2001, majoritatea populației localității Berezivka era vorbitoare de ucraineană (90%), existând în minoritate și vorbitori de română (10%).